# Els Prats de Rei
Els Prats de Rei település Spanyolországban, Barcelona tartományban. Lakosainak száma 553 fő (2024).

## Földrajza
Els Prats de Rei Aguilar de Segarra, Pujalt, Sant Martí Sesgueioles, Calaf, Sant Pere Sallavinera, Rubió, Veciana és Copons községekkel határos.

## Népesség
A település lakosságának változását az alábbi diagram mutatja:
| Lakosok száma | 980  | 1002 | 815  | 831  | 576  | 540  | 538  | 537  | 532  | 553  |
|               | 1717 | 1887 | 1936 | 1960 | 1986 | 2004 | 2009 | 2014 | 2019 | 2024 |